# Мехи
Мехи (пол. Miechy, нім. Mniechen; 1928-45: Münchenfelde) — село в Польщі, у гміні Мілки Гіжицького повіту Вармінсько-Мазурського воєводства.
Населення — 18 осіб (2011).

## Демографія
Демографічна структура станом на 31 березня 2011 року:
|          | Загалом | Допрацездатний вік | Працездатний вік | Постпрацездатний вік |
| -------- | ------- | ------------------ | ---------------- | -------------------- |
| Чоловіки | 10      | 3                  | 6                | 1                    |
| Жінки    | 8       | 0                  | 6                | 2                    |
| Разом    | 18      | 3                  | 12               | 3                    |